# 屋我地大橋
屋我地大橋，是位於日本沖繩縣名護市的橋樑，連結奧武島及屋我地島，全長300公尺，位於沖繩縣道110號線上。目前的屋我地大橋建於1993年3月。

## 歷史
第一代的屋我地大橋建於1953年，但於1960年智利大地震引發的海嘯中損毀；第二代屋我地大橋於3年後的1963年重建完成，此後持續使用了30年。但因為建造當時設計的橋寬為5.5公尺，並且無人行道設計，逐漸無法負荷此段交通需求。因此在1993年重新興建了第三代屋我地大橋，橋寬12公尺，並設有人行道。
由屋我地島通往今歸仁村古宇利島的古宇利大橋於2005年通車，因此屋我地橋現在同時負擔屋我地島及古宇利島兩島與沖繩島之間往來的交通。